# 고혜경
고혜경은 대한민국의 신화학자이다.
고생물학으로 석사학위를 받고 환경단체에서 일하였다. 이후 미국으로 유학을 가서 오클랜드 창조영성대학원(Institute of Culture and Creation Spirituality, Oakland)에서 우주론·현대 과학· 명상·요가 등을 탐구하는 창조영성학으로 석사 학위를, 미국 퍼시피카대학원(Pacifica Graduate Institute, Santa Barbara)에서 신화학으로 석·박사 학위를 취득하였다. 샌프란시스코 국제문화대학 객원교수를 역임했고, 가톨릭대학교, 서강대학교, 한국외국어대학교, 참여연대 등에서 신화와 꿈에 대해 강의하였다.
2010년에 《태초에 할망이 있었다》를 저술하였고 이 책에서 위대한 창세여신으로 '설문대할망'을 조명하였는데, 동·서양 고대 신화 속 세계의 위대한 여신들과 비교하고 분석해 '설문대할망'을 그들과 나란히 한 자리에 올려놓았다. 고혜경은 신화와 꿈을 연구하다가 '설문대할망'을 만났는데, 미국 유학 중 잠시 귀국했을 때 책방에서 '설문대할망' 이야기를 우연히 읽고는 "이렇게 힘있는 우주 창조 여신이 이 땅에 살아있었구나!" 라고 전율을 느낀 경험이 있었고, "외국의 신화 연구자들에게 설문대할망을 들려주면, 이렇게 강렬하고 생명력 넘치는 신화가 있느냐고 다들 깜짝 놀라더라. 설문대할망 신화에는 시공을 초월하는 신화의 원형이 생생하게 살아있다. 인류의 '정신적 DNA'다"라고 말했다.
<신화와 꿈 아카데미> 원장으로서 2013년 광주트라우마센터 보관됨 2015-12-27 - 웨이백 머신에서 5·18 광주 민주화 운동 관련자 등 국가폭력 생존자들을 위해 '꿈작업'을 하였다.

## 저서
- 《선녀는 왜 나무꾼을 떠났을까》. 한겨레출판사. 2006년. ISBN 9788984311985
- 《태초에 할망이 있었다》. 한겨레출판사. 2010년. ISBN 9788984314054
- 《나의 꿈 사용법》. 한겨레출판사. 2014년. ISBN 9788984318397
- 《꿈에게 길을 묻다》. 나무연필. 2016년. [[ISBN|ISBN 9791195347025]]

## 역서
- 제레미 테일러. 《꿈으로 들어가 다시 살아나라》. 성바오로출판사. 2006년. ISBN 9788980155590
- 로버트 존슨. 《당신의 그림자가 울고 있다》. 에코의서재. 2007년. ISBN 9788995688984